# Kanjon reke Tare
Kanjon reke Tare (črnogorsko Kanjon Tare), znan tudi kot soteska reke Tare, je največji in najgloblji kanjon v Evropi, ki se v večini nahaja v Črni gori, v manjšem obsegu pa v Bosni in Hercegovini. Najzanimivejši del kanjona so visoke skale pogorja Ljubišnja, ki se nahajajo na Unescovem seznamu svetovne dediščine Narodnega parka Durmitor.

## Geografija
Desna in leva stran parka od Crn Poda pri mestu Mojkovac pripadata občini Pljevlja. Kanjon se razteza od blizu Bistrice v Črni gori do Huma v Bosni in Hercegovini v dolžini več kot 82 km. Zadnjih 36 kilometrov kanjona predstavlja mejo med Bosno in Hercegovino ter Črno goro. Kanjon je globok do 1300 m. Kanjon reke Tare je eden najglobljih rečnih kanjonov v Evropi.
Črnogorski del kanjona je zaščiten kot del nacionalnega parka Durmitor in je na Unescovem seznamu svetovne dediščine.
V kanjonu se poleg visokih pečin nahajajo skalne in prodnate rečne terase, naplavne ravnice in več kot 80 jam.

### Reka Tara
Reka Tara na sotočju s Pivo pri Humu spremeni v Drino in je na tistem mestu dolga približno 150 kilometrov. Skozi park reka pada s povprečnim padcem 3,6 metra/kilometer, s številnimi brzicami med 2. in 4. kategorijo.
Iz obilnih okoliških izvirov in nekaj kratkih pritokov reka pridobi ogromne količine vode. Najpomembnejša leva pritoka sta Ljutica in Sušica, najpomembnejša desna pritoka sta Vaskovaćka Reka in Draga. Najpomembnejši izvir je Bajlovića Sige, ki se nahaja na desnem bregu in izbruha nekaj sto litrov na sekundo. Voda iz jame Bučevica ustvarja slap, ki je visok okoli 30 metrov in širok okrog 150 metrov.
Z vrha kanjona se sliši bučanje slapov. Med več kot 40 slapovi v kanjonu so najbolj znani Đavolje Lazi, Sokolovina, Bijeli Kamen, Gornji Tepački Buk in Donji Tepački Buk.
Zaradi kakovosti vode in edinstvenega ekosistema je bila Tara leta 1977 uvrščena v program Čovjek in biosfera ter je bila vpisana med svetovne ekološke biosferne rezervate, ki so zaščiteni z mednarodno konvencijo.
Reka je skupaj z reko Drino glavni evropski habitat in drstišče sulca (Hucho hucho).

## Polemika hidroelektrarn
Vladi Črne gore in Republike Srbske v Bosni in Hercegovini sta imeli načrte, da bi ob izgradnji ene ali več hidroelektrarn na Drini in morda Tari poplavili kanjon. Načrt o izgradnji jezov v Bosni in Hercegovini na reki Drini ni bil opuščen.
Eden izmed načrtovanih jezov v vasi Buk Bijela, približno 15 kilometrov dolvodno od meje s Črno goro in sotočja Tare z reko Pivo, hidroelektrarna Buk Bijela, je bil aprila 2005 po uspešnih protestih ustavljen, a je bil leta 2018 ponovno obravnavan. Leta 2018 je podjetje HE Buk Bijela dobilo koncesijo. Septembra 2006 je bila sklenjena pogodba o sodelovanju med slovenskim Petrolom in črnogorskim Montenegro-bonus, ki je določala gradnjo 40-60 MW hidroelektrarne.

## Vodni športi
Kanjon je primeren za rafting. Trasa v dolžini 18 km poteka od Brstnovice do Sćepan Polja in teče skozi najgloblji del kanjona. Vključuje 21 od 50 brzic na tem delu Tare. Daljša rafting pot je dolga 100 km. Pot se začne pri slapovih Ljutice in poteka pod 541 metrov visokim mostom in nato sledi stari rimski cesti. Dolvodno se nahaja vznožje gore Curevac, ki je visoka 1650 m.
V letih 2005 in 2009 je na rekah Vrbas in Tara v Bosni in Hercegovini potekalo evropsko prvenstvo v raftingu. 